# Jedle Kawakamiova
Jedle Kawakamiova (Abies kawakamii) je jehličnatý strom z čeledi borovicovité, z rodu jedle. Je to vysokohorská dřevina, vyskytující se pouze na ostrově Tchaj-wan.

## Synonyma
Abies mariesii var. kawakamii.

## Popis
Jedle Kawakamiova je stálezelený, jehličnatý strom dorůstající výšky 16–35 m. Koruna je kuželovitá. Borka je šedobílá, hladká, později šedohnědá a šupinovitá. Pupeny jsou vejčité, hnědé. Letorosty jsou hluboce rýhované, žlutošedé. Jehlice jsou 1–2,8 cm dlouhé a 1,5–2 mm široké, seshora tmavozelené, vespod bělavé. Samčí šištice jsou 15 mm dlouhé, válcovité. Šišky jsou podlouhlé či válcovité, 6–7,5 cm dlouhé a 3,5–4 cm široké, ve zralosti purpurové. Semena jsou 7–9 mm dlouhá, s 9 mm dlouhým křídlem.

## Výskyt
Jedle Kawakamiova je endemit ostrova Tchaj-wan. Strom je zřídka pěstován v arboretech v Evropě a v Severní Americe.

## Ekologie
Vysokohorský strom, roste v nadmořských výškách 2400–3800 m, v kyselých a kamenitých, šedohnědých horských podzolech a také v horské žlutozemi. Klima mírné, velmi vlhké.

## Využití člověkem
V minulosti byl strom využíván pro dřevo, které se vyváželo z Tchaj-wanu do Japonska, kde se využívalo v tesařství. Dnes se již takto využívá málo.

## Ohrožení
Populace stromu je stabilní, strom je označován jako téměř ohrožený, především pro lesní požáry (mající různé příčiny mimo jiné nadměrný turismus) a současně pomalou regeneraci populace stromu po těchto požárech.